# Mikulov
Pour les articles homonymes, voir Mikulov (homonymie).
Mikulov (en allemand : Nikolsburg ; en français : Nicolsbourg) est une ville historique du district de Břeclav, dans la région de Moravie-du-Sud, en Tchéquie. Sa population s'élevait à 7 638 habitants en 2024.
Mikulov est un important centre de culture juive, dont il reste synagogues et cimetière.

## Géographie
Mikulov est située dans les collines à l'extrême sud de la région de Moravie, tout près de la frontière avec l'Autriche. Le centre-ville se trouve à 19 km à l'ouest-nord-ouest de Břeclav, à 44 km au sud de Brno et à 213 km au sud-est de Prague.
La commune est limitée par Bavory, Klentnice et Milovice au nord, par Bulhary et Sedlec à l'est, par Drasenhofen et Ottenthal en Autriche au sud, et par Březí à l'ouest.

## Histoire
Vers l'an 955, la Moravie passa sous la suzeraineté des ducs de Bohême. Un établissement slave existait déjà au XIe siècle, lorsque la région frontalière entre la Moravie et la marche d'Autriche au sud a été exposée à la colonisation germanique. En 1182, le margraviat de Moravie fut créé par l'empereur Frédéric Barberousse, gouverné par la dynastie princière des Přemyslides

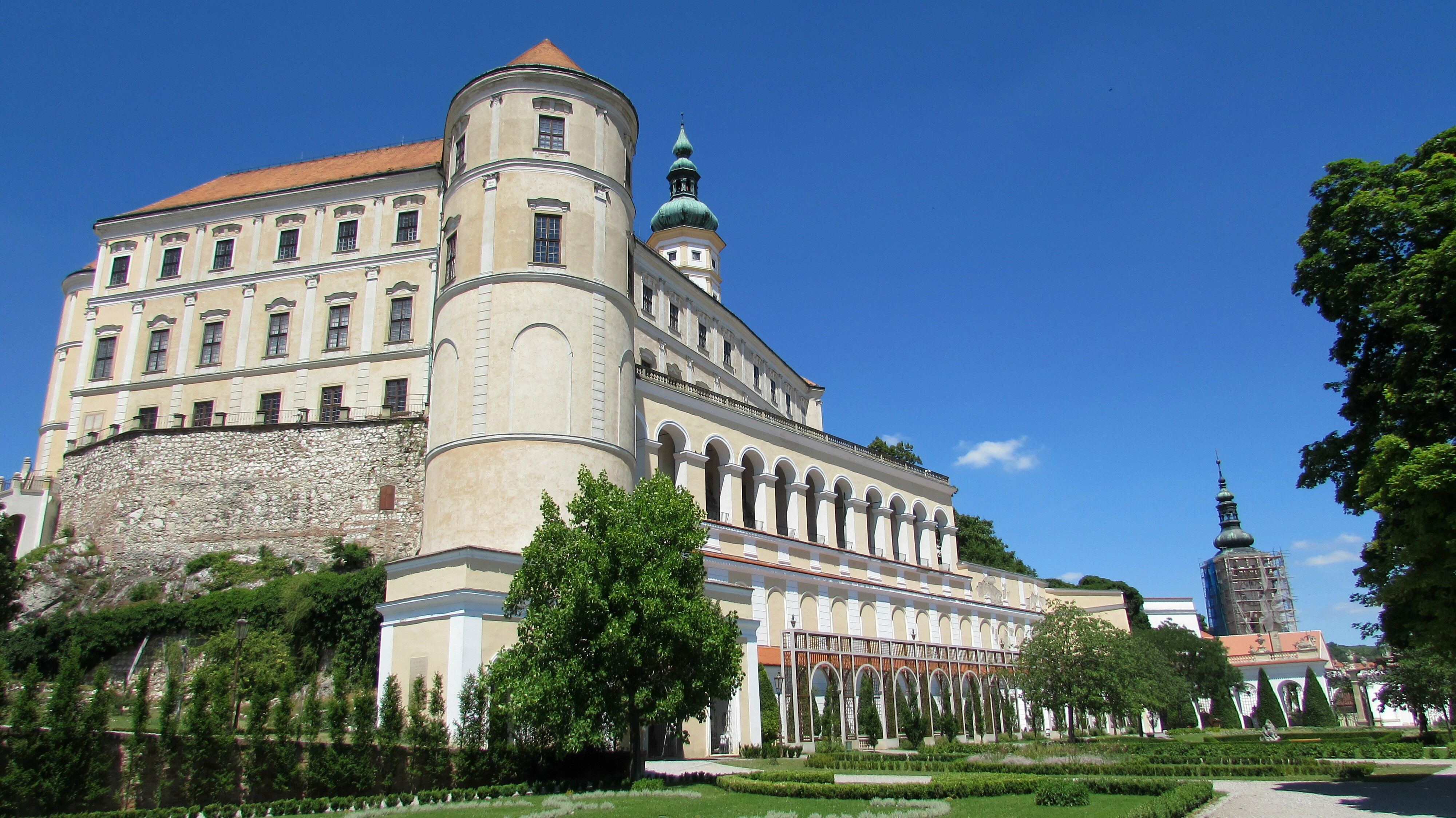
Le château de Nikolsburg.

L'endroit de Nikolsburch fut mentionné pour la première fois dans un acte de donation promulgué par le margrave Ottokar II Přemysl, fils du roi Venceslas Ier de Bohême, le 14 janvier 1249. Le domaine fut propriété de la noble famille autrichienne des Liechtenstein, des partisans d'Ottokar II ; ils ont gardé leurs possessions également après sa défaite à la bataille de Marchfeld en 1278.
La communauté juive de Nikolsburg naquit en 1421, après que le duc Albert V d'Autriche fait massacrer et chasser les Juifs de ses terres. Les réfugiés s'établirent au-delà de la frontière en Moravie ; d'autres colons arrivaient pendant les des poursuites antijuives sous le règne du roi Ladislas Ier de Bohême à partir de 1453. En 1553, Juda Lœw ben Bezalel dit le Maharal devient grand rabbin de Moravie à Nikolsburg.
En 1526, le margraviat de Moravie passa à la monarchie de Habsbourg sous le règne de l'empereur Charles Quint et de son frère le roi Ferdinand Ier. En même temps, Nikolsburg devint l'un des centres de la Réforme radicale, notamment de l'anabaptisme. En juillet 1526, le prédicateur Balthazar Hubmaïer trouva refuge dans la ville, où il gagna la protection des gentilshommes chef du voisinage. Là, il eut bientôt converti à son enseignement spécial la population entière y compris les seigneurs de la maison de Liechtenstein. C'est là que Hubmaïer entra dans la période la plus active de son œuvre littéraire, élaborant sous divers points de vue et directions la doctrine confiée à sa charge. Après son arrestation l'année suivante, son engagement a été poursuivi par Jacob Hutter et, pour un temps, la Moravie, et en particulier Nikolsburg, devint un refuge et le centre d'activité pour les frères cruellement persécutés tant par les protestants que par les catholiques. Après l'exécution de Hutter en 1536, les communautés des anabaptistes sont éliminées par les mesures de la Contre-Réforme.

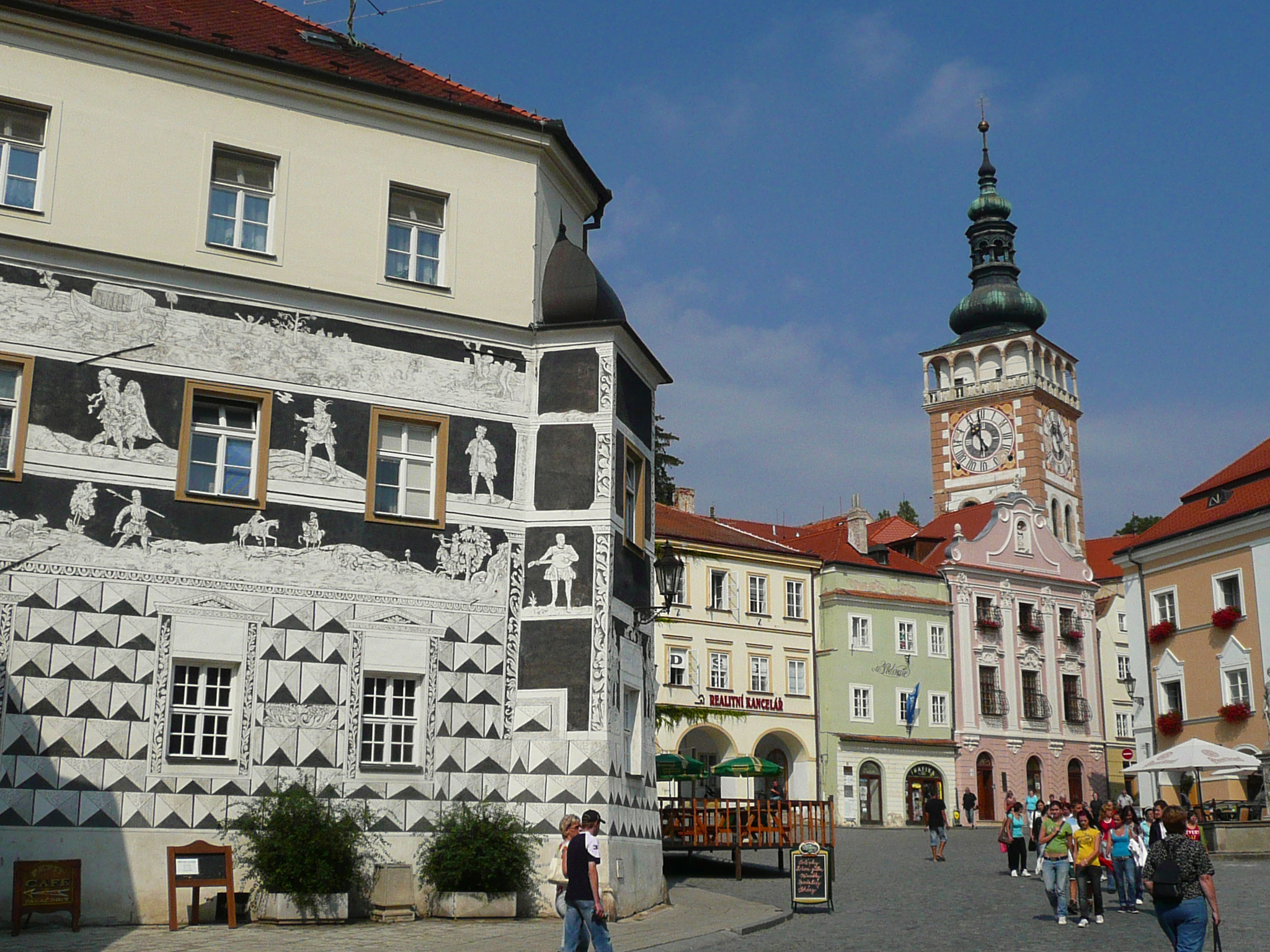
Place principale, maison aux sgraffites.

Par décret de l'empereur Maximilien II de Habsbourg en 1572, la ville passe sous la coupe de la famille de Dietrichstein, originaire de Carinthie, qui garderont le château de Nikolsburg dans la famille jusqu'aux décrets Beneš de 1945. 
Le 31 décembre 1621, le cardinal Franz Seraph von Dietrichstein, au nom de l'empereur Ferdinand II, y a conclu la paix de Nicolsbourg avec Gabriel Bethlen, prince de Transylvanie, l'instigateur d'un soulèvement contre le règne des Habsbourg en Hongrie royale : Bethlen renonce à la couronne de Hongrie mais s’assure à titre personnel sept comitats en Haute-Hongrie (l'actuelle Slovaquie). Après le traité, le prince demande la main de la princesse Cécile-Renée d'Autriche, fille de Ferdinand II, avec en dot le gouvernement de la Hongrie royale, ce que la cour de Vienne refuse. Il se tourne alors du côté protestant et épouse Catherine de Hohenzollern, la sœur de l’électeur Georges-Guillaume Ier de Brandebourg. Au cours de la guerre de Trente Ans, en 1625, le Conseil aulique s'est réuni à Nikolsburg où Ferdinand II conférait à Albrecht von Wallenstein son premier généralat.

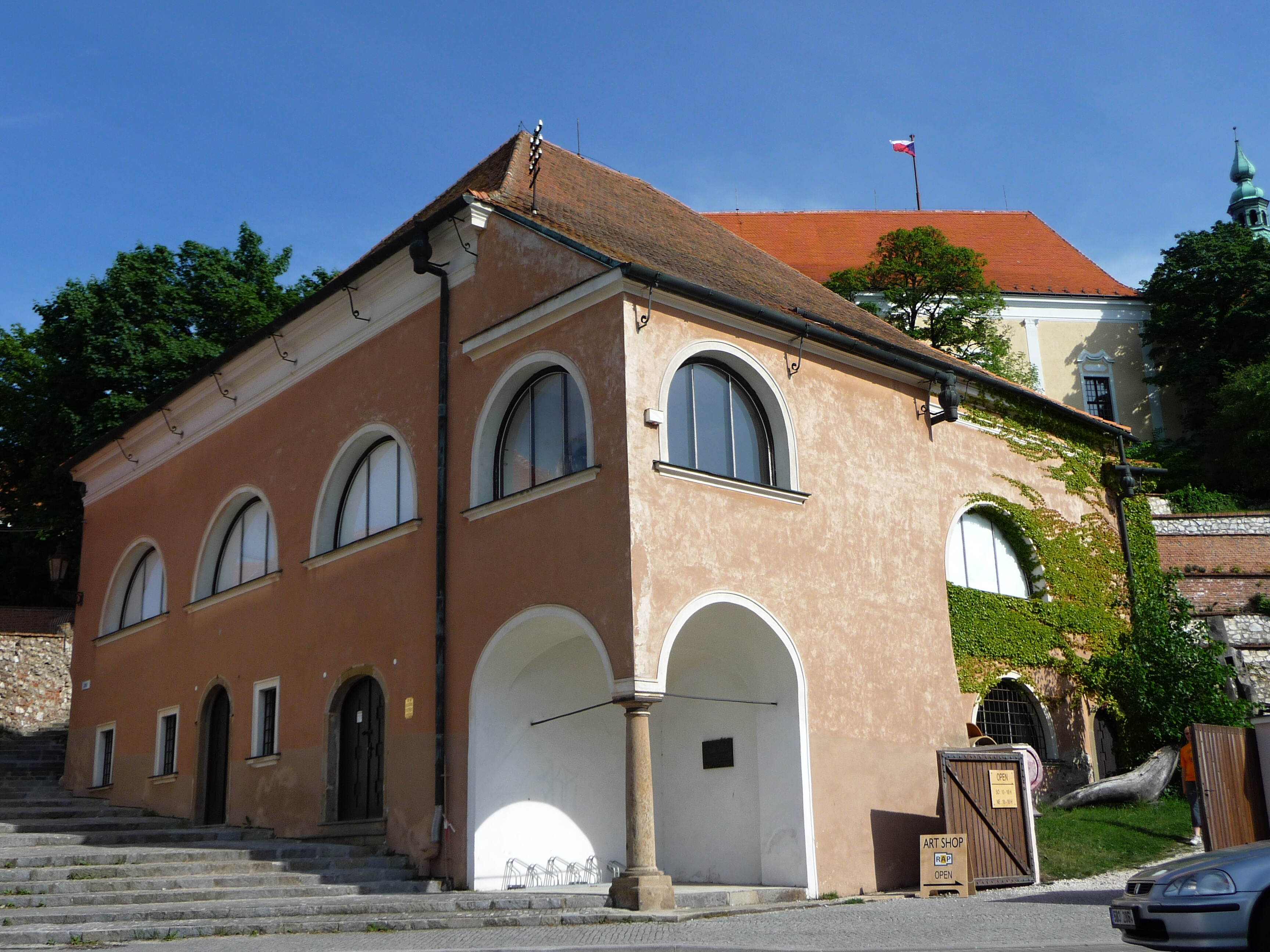
La synagogue de Mikulov.

En 1631, le cardinal Franz Seraph von Dietrichstein a fondé la première école des Piaristes au nord des Alpes. Il devient aussi le promoteur de la vie juive à Nikolsburg, aussi parce que les recettes de la seigneurie se fondent principalement sur les contributions fiscales de la part de la communauté. La ville est la patrie de Joseph von Sonnenfels (1732-1817), réformateur administratif sous le règne de Marie-Thérèse d'Autriche ; à partir de 1847, Samson Raphael Hirsch (1808-1888) y travaille en tant que grand-rabbin de la Moravie et de la Silésie autrichienne.
Jusqu'en 1918, la ville fait partie de la monarchie danubienne : de l'empire d'Autriche de 1804 à 1867, puis de l'Autriche-Hongrie (la Cisleithanie après le compromis de 1867). Nikolsburg fut le chef-lieu du district de même nom, l'un des 34 Bezirkshauptmannschaften en Moravie. Le titre autrichien de prince de Dietrichstein zu Nikolsburg fut porté par le comte Alexandre de Mensdorff-Pouilly (1813–1871) à la suite de son mariage avec Alexandrine comtesse de Dietrichstein-Proskau-Leslie (1824–1906), des princes de Dietrichstein, le 23 décembre 1868 (diplôme du 20 mars 1869). 
Après la Première Guerre mondiale, conformément aux dispositions du traité de Saint-Germain-en-Laye, l'ancien margraviat de Moravie passa à la nouvelle République tchécoslovaque. Le 1er octobre 1938, après les accords de Munich en ce qui concerne la Région des Sudètes, la ville, majoritairement habitée par une population germanophone, est annexée par l'Allemagne nazie. La communauté juive fut détruite dans la Shoah. 
Après la défaite du Reich allemand, les décrets Beneš (1945) contraignent la population allemande de la ville à s'exiler, laissant la place aux Tchèques qui l'appellent désormais exclusivement Mikulov.

## Économie
La ville est un centre de viticulture (vignoble de Mikulov) et de viniculture.

## Transports
Par la route, Mikulov se trouve à 23 km de Břeclav, à 49 km de Brno et à 250 km de Prague.

## Jumelages

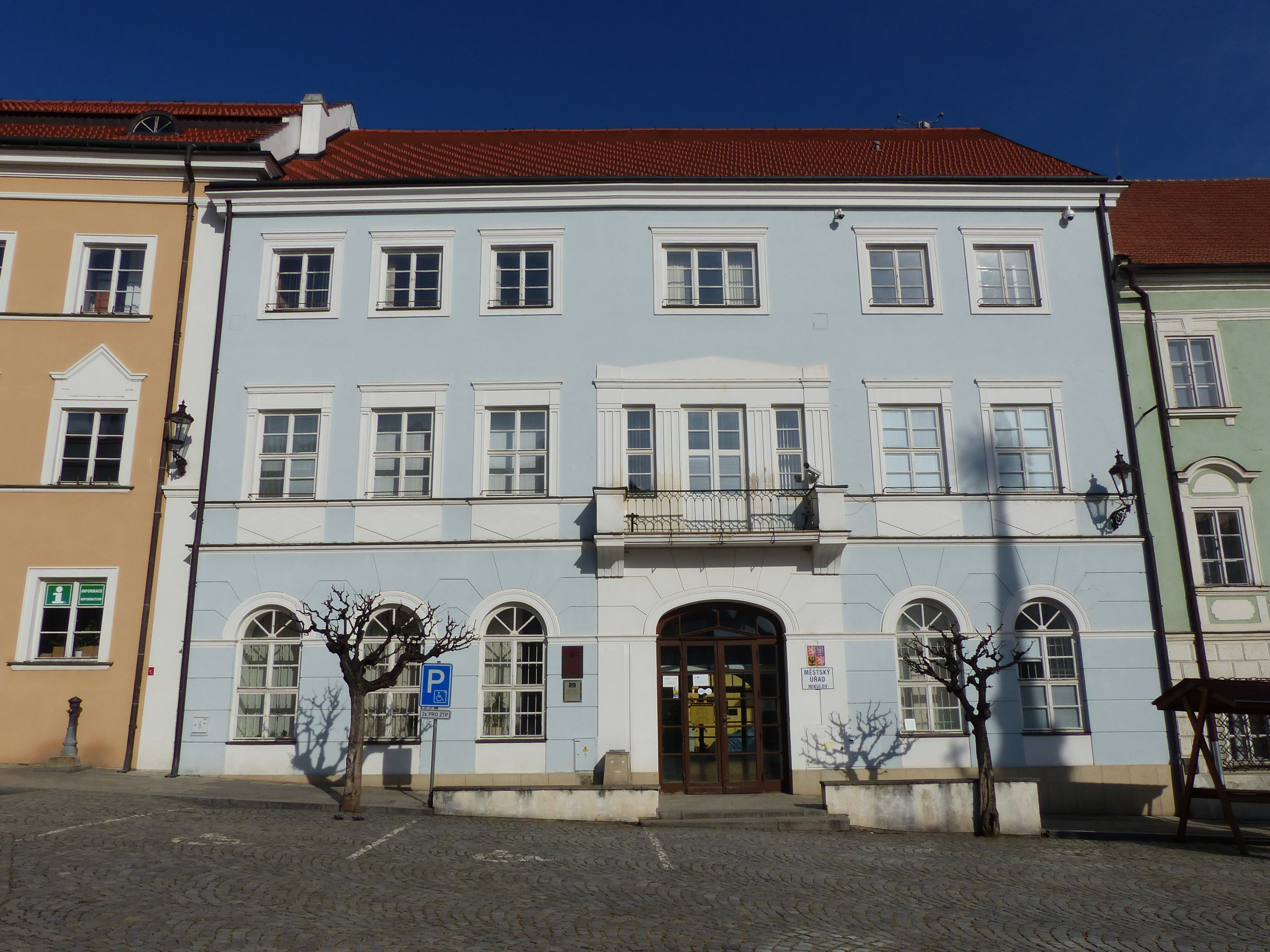
L'hôtel de ville.

La ville de Mikulov est jumelée avec :
- Bardejov (Slovaquie)
- Qatzrin (Israël)
- Šumperk (Tchéquie)
- Galanta (Slovaquie)
- Tuchów (Pologne)
- Laa an der Thaya (Autriche)

## Personnalités
- Balthazar Hubmaïer (1480-1528), pasteur et réformateur ;
- Juda Lœw le Maharal de Prague (1512/20-1609), y fut longtemps rabbin ;
- Joseph von Sonnenfels (1732-1817), juriste et écrivain autrichien du Siècle des Lumières et du Joséphisme, réformateur administratif et professeur de science politique ;
- Solomon Quetsch (1798-1856), rabbin et talmudiste, y est né, y a étudié et y est mort ;
- Hieronymus Lorm (1821-1902), auteur critique, écrivain, philosophe, et l'inventeur de l'alphabet de Lorm, un alphabet tactile pour les sourdaveugles ;
- Elkan Bauer (1852-1942), compositeur ;
- Karl Renner (1870-1950), homme politique, chancelier et président de la république d'Autriche, fait ses études secondaires à Nikolsburg ;
- Moriz Jung (1885-1915), graphiste ;
- Adolf Schärf (1890-1965), homme politique, président de la république d'Autriche.